# 拉罗夫拉
拉罗夫拉，是西班牙卡斯蒂利亚-莱昂莱昂省的一个市镇。 总面积94平方公里，总人口4829人（001年），人口密度51人/平方公里。